# Ключ 26
Ключ 26 (кит. иер. 卩) со значением «печать», двадцать шестой по порядку из 214 традиционного списка иероглифических ключей, используемых при написании китайских иероглифов.

## Описание
Цзебу (кит. 卩部 , чжуинь: ㄐㄧㄝˊ ㄅㄨˋ), фусидзукури (яп. ふしづくり), пёнбуджольбу (кор. 병부절부) — 26-й ключ Канси. В словаре И. М. Ошанина у иероглифа «цзе» 12 значений (из 49 030). Первое из них — «коленце бамбука», есть также «экономия» и древнее значение — «верительная бирка посла». Ключ относится к группе двухчертных иероглифов (кит. эрхуа), графически является омоглифом буквы Цзы чжуинь.

## История
На древней идеограмме изображен сидящий человек, подогнувший ноги под себя (в старину в Китае вытягивать ноги перед собой или свешивать вниз считалось неприличным).
Пиктограмма послужила основой двум иероглифам, которые означают: 㔾 «бутон, почка» и 卩 «колено».
Иероглифы являются одинаковым ключевым знаком, который в словарях находится под номером 26.

## Примеры иероглифов
| Доп. черты | Примеры        |
| ---------- | -------------- |
| 0          | 卩             |
| 1          | 卪             |
| 2          | 卫 卬          |
| 3          | 卭 卮 卯       |
| 4          | 印 危          |
| 5          | 卲 即 却 卵    |
| 6          | 卶 卷 卸 卺 巻 |
| 7          | 卹 卻 卼 卽    |
| 8          | 卿             |
| 9          | 卾             |
| 11         | 厀 厁          |